# Gaulars kommun
Gaulars kommun (norska: Gaular kommune) var en kommun i dåvarande Sogn og Fjordane fylke i västra Norge. Kommunens centralort var tätorten Sande.
Gaulars kommun upphörde den 31 december 2019 då den tillsammans med kommunerna Førde, Jølster och Naustdal bildade nya Sunnfjords kommun.

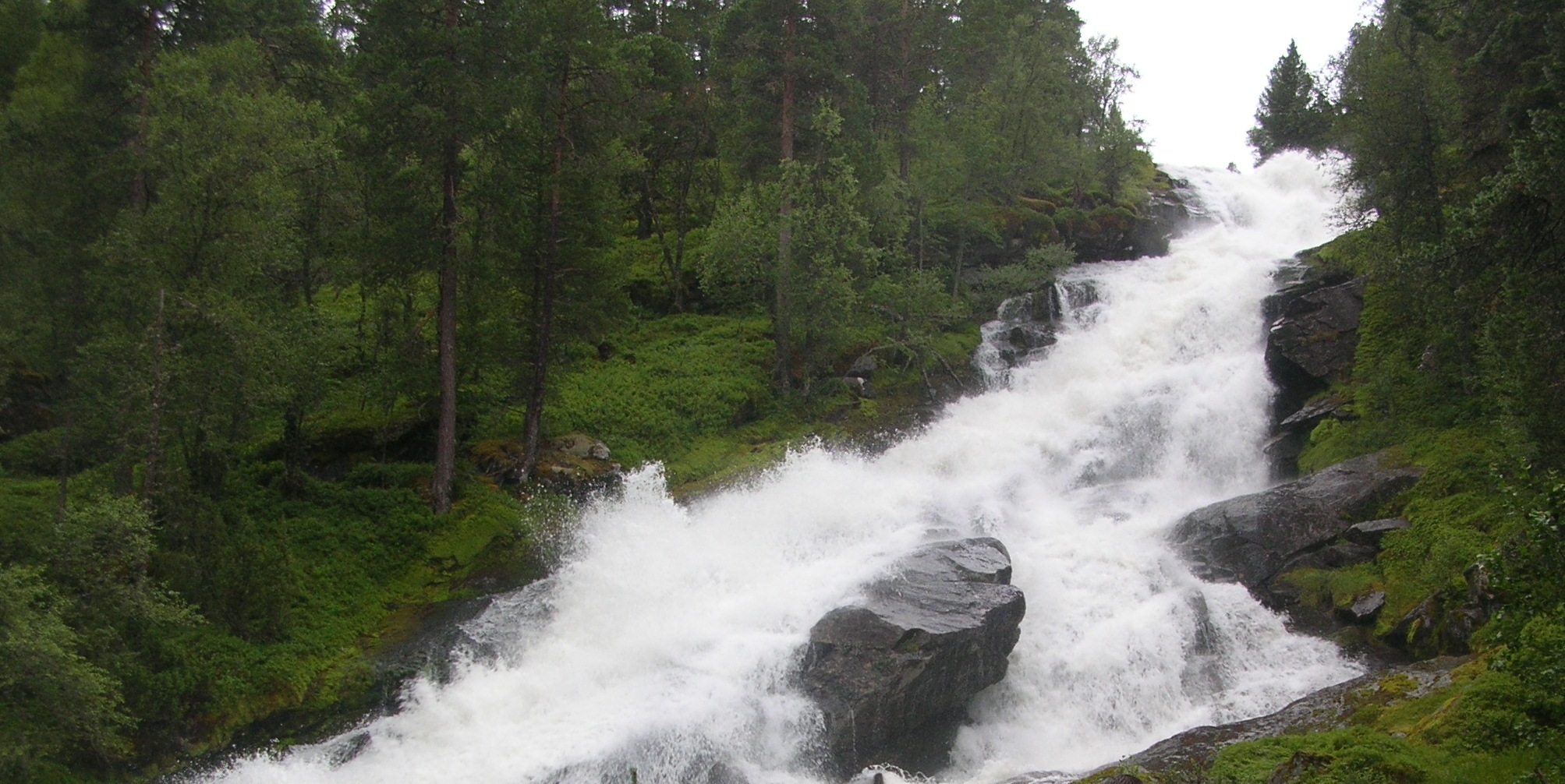
Brekkefossen.